# Geografía de Marte

Mapa topográfico de Marte, tomadas por el Mars Global Surveyor. Las formaciones principales visibles incluyen los volcanes de Tharsis en el oeste (incluyendo el Monte Olimpo), el Valles Marineris al este de Tharsis y el cráter Hellas en el hemisferio sur. En las imágenes de la derecha se ven los casquetes polares de Marte.

La "geografía" de Marte, también conocida como areografía, aborda la delineación y caracterización de regiones geográficas de Marte. Se centra principalmente en lo que se conoce como geografía física en la Tierra; esto es, la distribución de características físicas alrededor de Marte y sus representaciones cartográficas.

## Historia

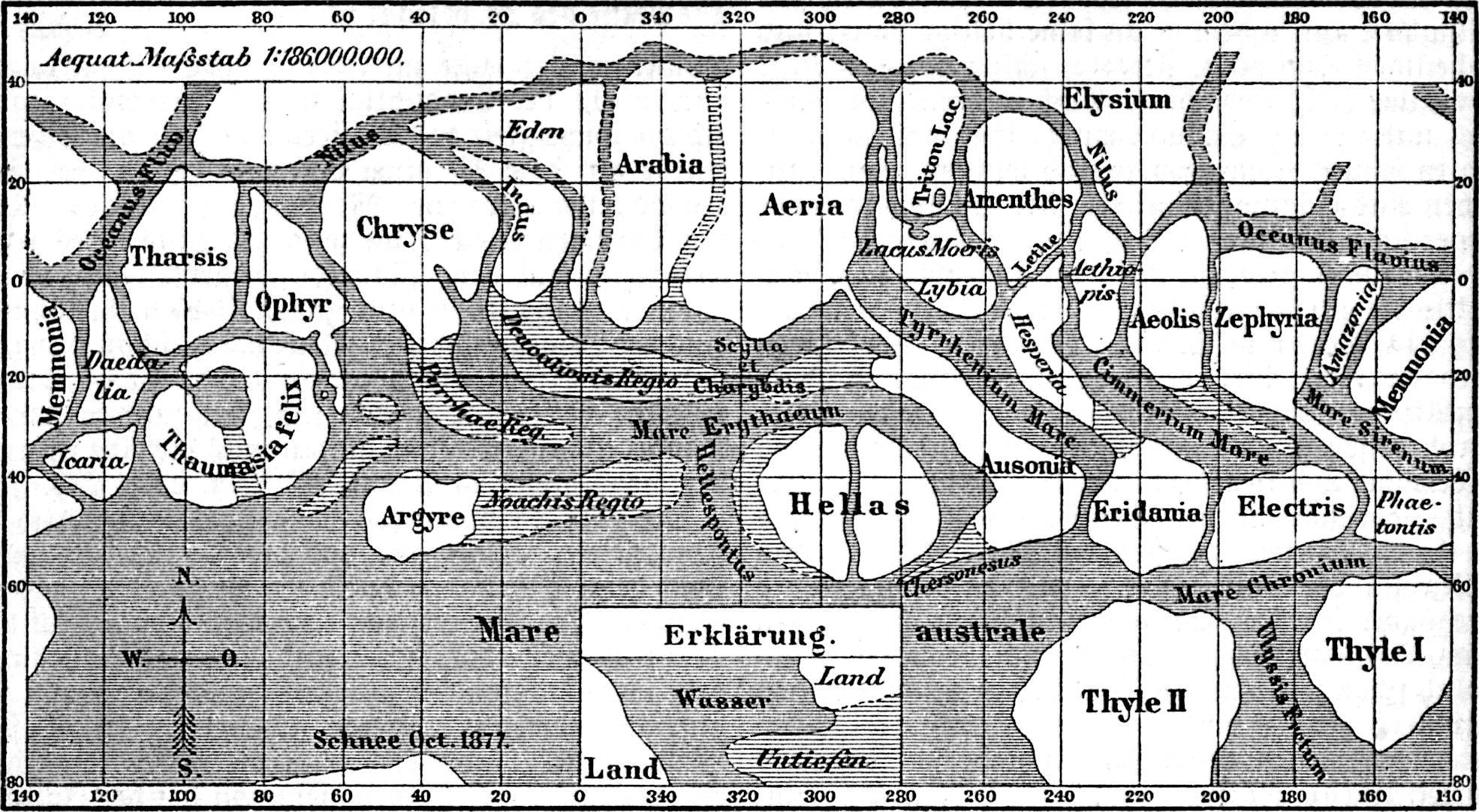
Mapa de Marte por Giovanni Schiaparelli.

Las primeras observaciones, fueron hechas con telescopios desde la superficie terrestre. La historia de estas observaciones está marcada por las oposiciones de Marte, cuando el planeta está más cerca de la Tierra y por ello es más fácilmente visible, lo cual ocurre una vez cada dos años. Incluso más notables son las oposiciones perihélicas de Marte, que ocurren aproximadamente cada 16 años y se distinguen porque Marte se encuentra aún más cercano, próximo al perihelio. 
En septiembre de 1877, (una oposición perihélica había ocurrido el 5 de septiembre), el astrónomo italiano Giovanni Schiaparelli publicó el primer mapa detallado de Marte. Estos mapas contenían características que él denominó canali ("canales"), que más tarde se demostró eran únicamente ilusiones ópticas. Se supuso que estos canali eran líneas largas y delgadas en la superficie de Marte, a las que él dio nombres de ríos famosos de la Tierra.
Siguiendo estas observaciones, se sostuvo durante largo tiempo la creencia de que Marte contenía vastos mares y vegetación. No fue hasta que naves espaciales visitaron el planeta durante el programa Mariner de la NASA en los años 60, que estos mitos fueron contestados. Algunos mapas de Marte fueron elaborados usando datos de estas misiones, pero no fue hasta la misión Mars Global Surveyor, lanzada en 1996 y concluida en 2006, cuando se obtuvieron completos y elaborados mapas.

## Topografía

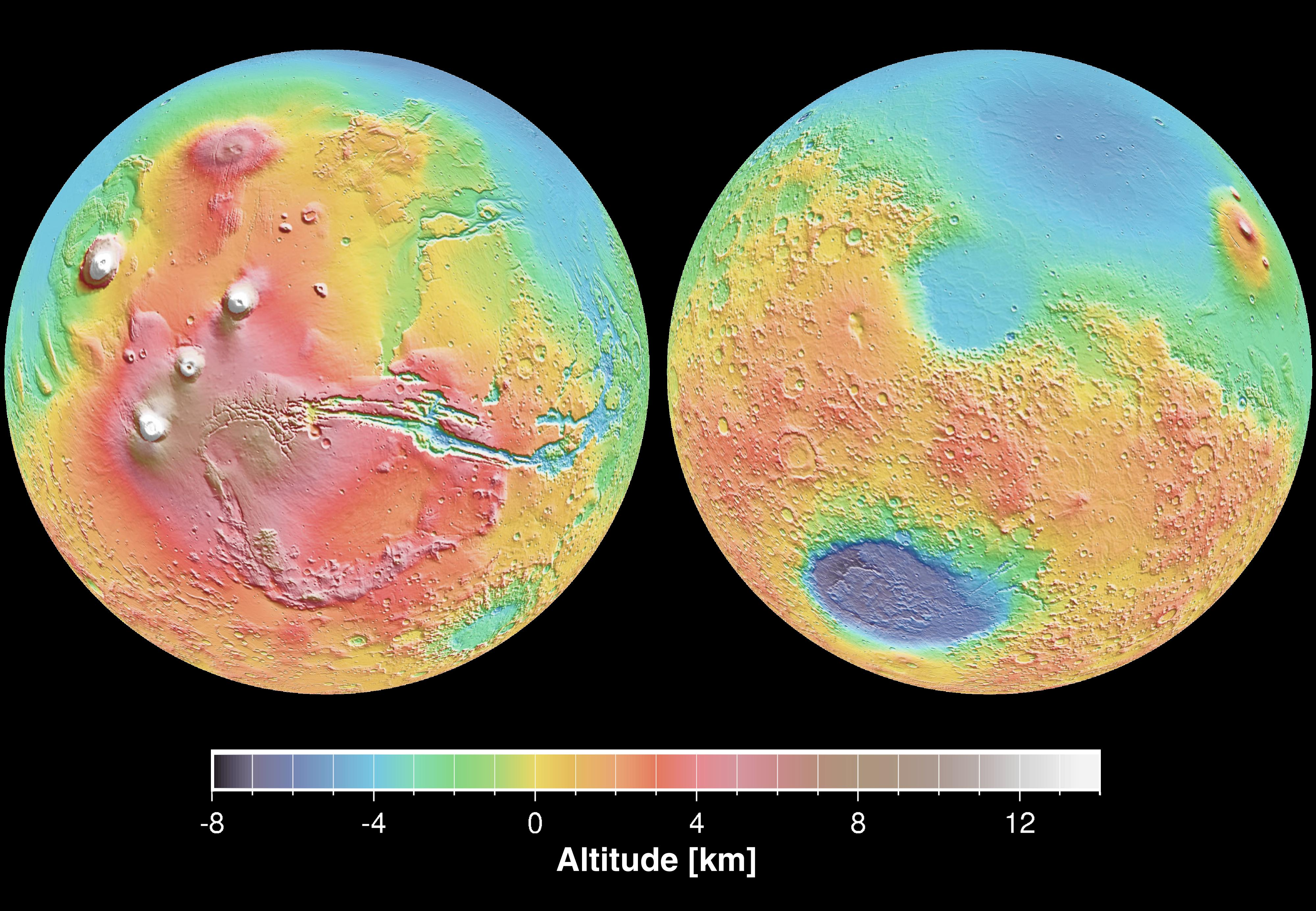
Mapa de elevación de Marte basado en los datos del Mars Global Surveyor

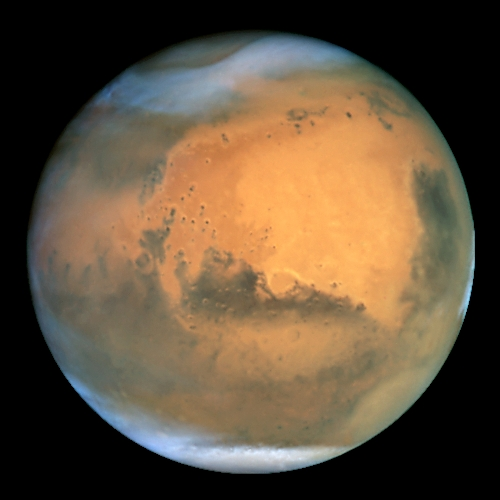
Marte, 2001, con los casquetes polares visibles

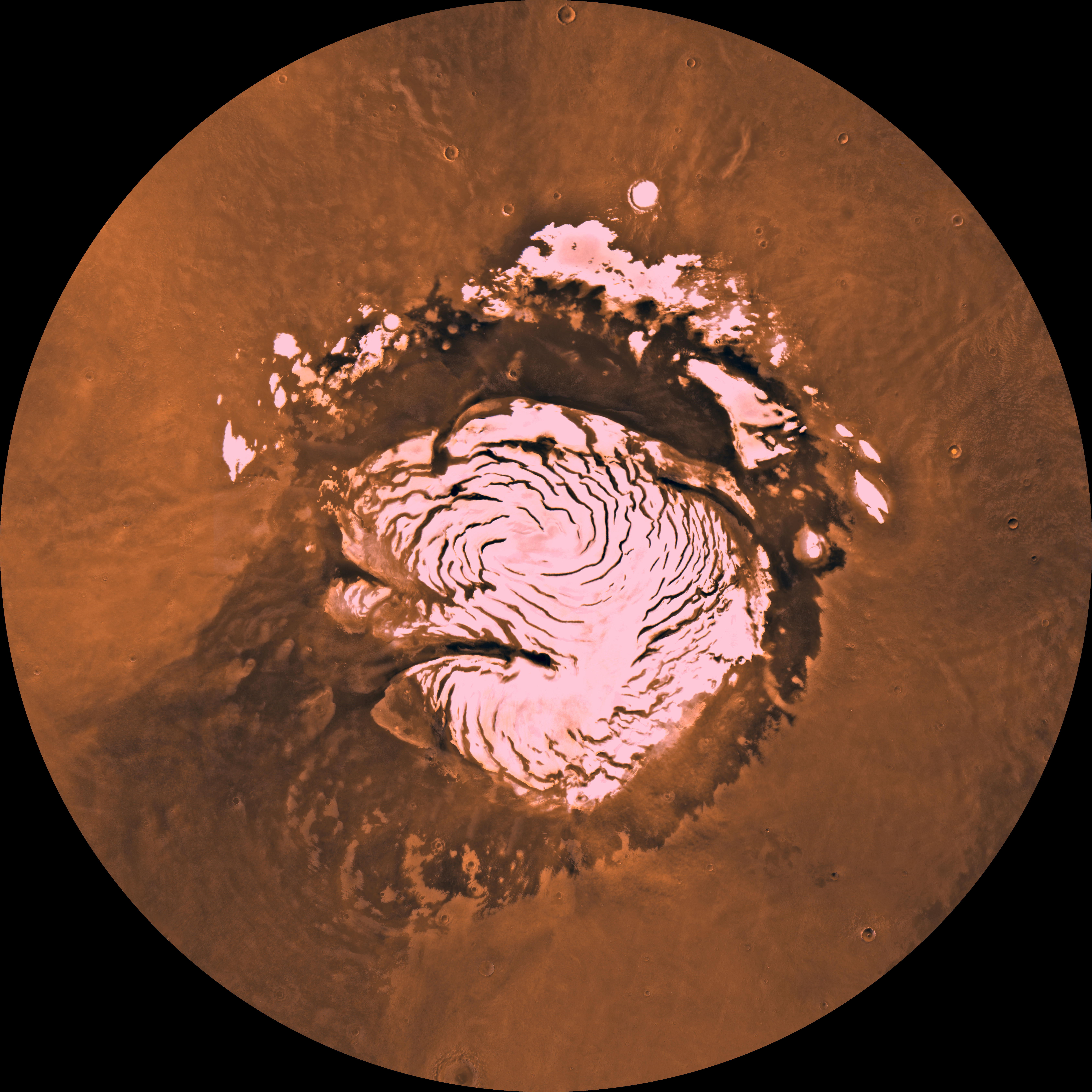
Región del polo norte con casquete de hielo visible (Cortesía: NASA/JPL-Caltech.)

En la topografía marciana existe una dicotomía destacada: en el norte abundan llanuras alisadas por coladas de lava, en contraste con los terrenos montañosos del sur, excavados y poblados de cráteres por viejos impactos. La superficie de Marte según se ve desde la Tierra está, en consecuencia, dividida en dos tipos de áreas, con diferentes albedos. Las llanuras más pálidas cubiertas de polvo y arena rica en óxidos de hierro de tonos rojizos fueron antiguamente concebidos como 'continentes' marcianos, y así se les asignó nombres como Arabia Terra o Amazonis Planitia. Los terrenos más oscuros fueron entonces concebidos como mares, y se les asignó nombres como Mare Erythraeum, Mare Sirenum y Aurorae Sinus. El terreno oscuro más grande visto desde la Tierra es Syrtis Major.
El volcán en escudo Monte Olimpo es, con sus 26 km de altura, la montaña conocida más alta del sistema solar. El volcán se encuentra en un vasto territorio montañoso conocido como Tharsis, que contiene otros grandes volcanes. La región de Tharsis contiene asimismo el sistema de cañones más grande del sistema solar, el Valles Marineris, que mide unos 4000 km de largo y alcanza 7 km de profundidad. Marte es un planeta asimismo marcado por un gran número de cráteres de impacto. El más grande de ellos es Hellas Planitia, cubierto por arena de tonos rojizos claros.
Marte presenta dos casquetes polares de hielo permanente: una al norte, localizada en el Planum Boreum, y otra al sur, en el Planum Australe.
La diferencia entre los puntos más alto y más profundo de Marte es de alrededor de 31 km (desde la cima del Monte Olimpo a una altitud de 26 km, hasta el fondo del cráter de Hellas Planitia a una profundidad de 4 km por debajo del datum). En comparación, la diferencia entre los puntos más alto (monte Everest) y más profundo (fosa de las Marianas) de la Tierra es de solo 19,7 km. Combinados con la diferencia en los radios de ambos planetas, estos datos significan que Marte es cerca de tres veces más áspero que la Tierra.
El Working Group for Planetary System Nomenclature, de la Unión Astronómica Internacional es el órgano responsable de los nombres asignados a los accidentes geográficos marcianos.

### Nivel del mar
Puesto que Marte carece de océanos, y por ello no tiene 'nivel del mar', es conveniente definir un nivel arbitrario de elevación cero o "datum" para cartografiar la superficie. El datum se define para Marte en términos de la altura a la que el aire tiene una presión particular, a una temperatura cercana al punto de fusión del agua: una presión de 610,5 Pa (6,105 mbar), aproximadamente el 0,6 % de la presión terrestre, a la temperatura de 273.16 K. Esta presión y temperatura corresponden con el punto triple del agua. Las condiciones en Marte son tan diferentes de las de la Tierra, que las altitudes de Marte no deberían ser directamente comparadas con las de la Tierra para propósitos como encontrar vida, potenciales regiones aptas para establecer colonias, etc.

### Meridiano cero
El ecuador marciano está definido por su rotación, pero la localización de su meridiano cero (el equivalente marciano del meridiano de Greenwich) fue especificada, como en el caso de la Tierra, por la elección de un punto arbitrario que fue aceptado por observadores posteriores. Los astrónomos alemanes Wilhelm Beer y Johann Heinrich Mädler escogieron un pequeño accidente circular como punto de referencia cuando produjeron el primer mapa sistemático de Marte entre los años 1830 y 1832. En 1877, su elección fue adoptada como el meridiano cero por el astrónomo Giovanni Schiaparelli cuando comenzó a trabajar en su notable mapa de Marte. Después de que la misión Mariner 9 proveyera de una significante cantidad de imágenes y datos de la superficie de marte en 1972, un pequeño cráter (posteriormente llamado Airy-0), localizado en el Sinus Meridiani a lo largo de la línea de Beer y Mädler, fue elegido por Merton Davies de la RAND Corporation como una definición más precisa de la longitud 0.0°, cuando estableció una red de control planetográfica.

### Cuevas
Hasta el momento se han encontrado siete cuevas en Marte, localizadas por la Mars Odyssey en septiembre de 2007. Son entradas circulares de tamaño comprendido entre los 100 y los 250 metros de diámetro. Son conocidas como "las siete hermanas", a todas se les han dado nombres femeninos: Dena, Chloe, Wendy, Annie, Abbey, Nicki y Jeanne.

## Nomenclatura

### Nomenclatura antigua
Aunque más recordados por hacer mapas de la Luna desde 1830, Johann Heinrich Mädler y Wilhelm Beer fueron los primeros "areágrafos". Empezaron por establecer que muchos de los elementos que veían eran permanentes, determinando así el período de rotación del planeta. En 1840, Mädler combinó diez años de observaciones para crear el primer mapa de Marte. En lugar de otorgar nombres a lo que veían, Beer y Mädler simplemente les asignaron letras. De esta forma, Sinus Meridiani pasó a ser "a".
En las dos siguientes décadas, conforme los instrumentos mejoraban y el número de observadores aumentaba, algunos de estos elementos adquirieron varios nombres populares. Por dar algunos ejemplos, Solis Lacus se conoció como "Oculus" (el ojo), y Syrtis Major fue conocido como "Mar del reloj de arena" y el "Escorpión". En 1858, se estableció el "Canal Atlántico" por el astrónomo jesuita Angelo Secchi. Secchi comentó que parecía cumplir el mismo papel que el Atlántico, separando el Nuevo del Viejo continente. Esta fue la primera vez que se usó el término canal fue usado sobre Marte.
En 1867, Richard Anthony Proctor dibujó su propio mapa de Marte, basándose, a veces de manera vaga, en los tempranos dibujos del reverendo William Rutter Dawes, hechos en 1865, los mejores disponibles en el momento. Proctor explicó su sistema de nomenclatura diciendo: "He aplicado a los diversos elementos los nombres de aquellos observadores que han estudiado las peculiaridades físicas de Marte." Aquí están algunos de sus nombres, junto a los que propuso Schiaparelli:
- Mar de Kaiser = Syrtis Major
- Tierra de Lockyer = Hellas Planitia
- Mar principal = Moeris Lacus
- Estrecho de Herschel II = Sinus Sabaeus
- Continente de Dawes = Aeria Terra y Arabia Terra
- Océano De La Rue = Mare Erythraeum
- Mar de Lockyer = Solis Lacus
- Mar de Dawes = Tithonius Lacus
- Continente de Madler = Chryse Planitia, Ophir, Tharsis
- Mar de Maraldi = Mare Sirenum y Mare Cimmerium
- Continente de Secchi = Memnonia
- Mar de Hooke = Mare Tyrrhenum
- Tierra de Cassini = Ausonia
- Continente de Herschel I = Zephyria, Aeolis, Aethiopis
- Tierra de Hind = Libya Montes

La nomenclatura de Proctor ha sido criticada a menudo principalmente por haber honrado principalmente a astrónomos ingleses, pero también porque algunos aparecía más de una vez. Particularmente, Dawes aparecía seis veces: en un océano, un continente, un mar, un estrecho, una isla, y una bahía. En cualquier caso, los nombres de Proctor no carecían de encanto, y fueron la base para muchos otros nombres dados con posterioridad a los elementos visibles de Marte.

### Nomenclatura moderna
En la actualidad, los nombres en Marte derivan de muchas fuentes. Muchas de las características del albedo mantienen sus nombres antiguos, pero a menudo han sido modificadas para reflejar los nuevos conocimientos de que se dispone. Por ejemplo, Nix Olympica (las nieves del Olimpo) pasaron a ser el Olympus Mons (Monte Olimpo).
Los cráteres grandes de Marte se nombran a partir de científicos y de escritores de ciencia ficción; los más pequeños llevan nombres de ciudades de la Tierra.
Algunos de estos elementos estudiados por el Mars Exploration Rover reciben nombres o apodos temporales. Sin embargo, algunos de estos objetos más notables como las Columbia Hills recibieron nombre en recuerdo de los siete astronautas que perecieron en la destrucción del transbordador espacial Columbia, en la esperanza de que estos nombres sean hechos permanentes por Unión Astronómica Internacional.

## Mapa interactivo de Marte
Este mapa contiene vínculos a distintos elementos del relieve de Marte. Pinchando en ellos se accede a sus artículos individuales: